# Mistrzostwa Świata w Narciarstwie Dowolnym i Snowboardingu 2019 – drużynowy snowcross
Rywalizacja drużyn mieszanych w konkurencji snowcross podczas mistrzostw świata w Utah została rozegrana na trasie o nazwie Main Street 3 lutego 2019 roku o 11:00. Złoty medal wywalczyli reprezentanci USA: Lindsey Jacobellis i Mick Dierdorff, którzy wyprzedzili Włochów w składzie Michela Moioli i Omar Visintin oraz Niemców: Paula Berga i Hannę Ihediohę.

## Drużyny
W rywalizacji udział wzięło 16 drużyn w następujących składach:
| Bib | Reprezentacja       | Zawodniczka         | Zawodnik           |
| --- | ------------------- | ------------------- | ------------------ |
| 1   | Włochy 1            | Michela Moioli      | Omar Visintin      |
| 2   | Francja 1           | Chloé Trespeuch     | Loan Bozzolo       |
| 3   | Stany Zjednoczone 1 | Lindsey Jacobellis  | Mick Dierdorff     |
| 4   | Stany Zjednoczone 2 | Stacy Gaskill       | Jake Vedder        |
| 5   | Czechy 1            | Eva Samková         | Jan Kubičík        |
| 6   | Francja 2           | Nelly Moenne-Loccoz | Merlin Surget      |
| 7   | Włochy 2            | Francesca Gallina   | Emanuel Perathoner |
| 8   | Niemcy 1            | Hanna Ihedioha      | Paul Berg          |
| 9   | Kanada 1            | Meryeta O’Dine      | Éliot Grondin      |
| 10  | Niemcy 2            | Jana Fischer        | Leon Beckhaus      |
| 11  | Włochy 3            | Raffaella Brutto    | Michele Godino     |
| 12  | Kanada 2            | Carle Brenneman     | Baptiste Brochu    |
| 13  | Szwajcaria 1        | Lara Casanova       | Kalle Koblet       |
| 14  | Rosja 1             | Kristina Paul       | Daniił Dilman      |
| 15  | Szwajcaria 2        | Muriel Jost         | Nick Watter        |
| 16  | Czechy 2            | Vendula Hopjáková   | Matouš Koudelka    |

## Wyniki
Opracowano na podstawie materiału źródłowego:

### Ćwierćfinały
| Miejsce | Bib | Kraj     | Uwagi |
| ------- | --- | -------- | ----- |
| 1       | 8   | Niemcy 1 | Q     |
| 2       | 1   | Włochy 1 | Q     |
| 3       | 9   | Kanada 1 |       |
| 4       | 16  | Czechy 2 |       |

| Miejsce | Bib | Kraj                | Uwagi |
| ------- | --- | ------------------- | ----- |
| 1       | 3   | Stany Zjednoczone 1 | Q     |
| 2       | 6   | Francja 2           | Q     |
| 3       | 11  | Włochy 3            |       |
| 4       | 14  | Rosja 1             |       |

| Miejsce | Bib | Kraj                | Uwagi |
| ------- | --- | ------------------- | ----- |
| 1       | 12  | Kanada 2            | Q     |
| 2       | 13  | Szwajcaria 1        | Q     |
| 3       | 4   | Stany Zjednoczone 2 |       |
| 4       | 5   | Czechy 1            |       |

| Miejsce | Bib | Kraj         | Uwagi |
| ------- | --- | ------------ | ----- |
| 1       | 7   | Włochy 2     | Q     |
| 2       | 2   | Francja 1    | Q     |
| 3       | 10  | Niemcy 2     |       |
| 4       | 15  | Szwajcaria 2 |       |

### Półfinały
| Miejsce | Bib | Kraj         | Uwagi |
| ------- | --- | ------------ | ----- |
| 1       | 1   | Włochy 1     | Q     |
| 2       | 8   | Niemcy 1     | Q     |
| 3       | 13  | Szwajcaria 1 |       |
| 4       | 12  | Kanada 2     |       |

| Miejsce | Bib | Kraj                | Uwagi |
| ------- | --- | ------------------- | ----- |
| 1       | 3   | Stany Zjednoczone 1 | Q     |
| 2       | 7   | Włochy 2            | Q     |
| 3       | 6   | Francja 2           |       |
| 4       | 2   | Francja 1           |       |

### Finały

#### Mały finał
| Miejsce | Bib | Kraj         | Uwagi |
| ------- | --- | ------------ | ----- |
| 5       | 2   | Francja 1    |       |
| 6       | 12  | Kanada 2     |       |
| 7       | 6   | Francja 2    |       |
| 8       | 13  | Szwajcaria 1 |       |

#### Duży finał
| Miejsce | Bib | Kraj                | Uwagi |
| ------- | --- | ------------------- | ----- |
| złoto   | 3   | Stany Zjednoczone 1 |       |
| srebro  | 1   | Włochy 1            |       |
| brąz    | 8   | Niemcy 1            |       |
| 4       | 7   | Włochy 2            |       |